# Frivilligt Drenge Forbund
|  | For spejderforbundet, se Frivilligt Drenge- og Pige-Forbund, FDF |
Frivilligt Drenge Forbund er en dansk dokumentarisk stumfilm fra 1907 optaget af Peter Elfelt.

## Handling
Fra FDF's første dage. Frederiksberg-afdelingen på tur i Dyrehaven i 1907. FDF afmarcherer. "Tæve"-øvelser i skoven. Mønstring i Dyrehaven.